# Solidago flexicaulis
Espèce
Solidago flexicaulis, communément appelé verge d'or en zigzag ou à feuilles larges, est une espèce de plante à fleurs de la famille des Asteraceae, originaire des bois riches et des fourrés de tout l'est de l'Amérique du Nord. Cette espèce se distingue par ses tiges en zigzag et ses feuilles dentées et largement ovales.

## Description
C'est une plante vivace à rhizome.
L'inflorescence formée de capitules de la verge d'or à tige zigzagante est étirée.

## Pollinisation
La verge d'or en zigzag attire les pollinisateurs, les papillons et les chenilles de diverses espèces de papillons de nuit. Il est tolérant à la sécheresse et fait une grande fleur coupée. Il fait un excellent ajout aux rocailles et est l'un des derniers pollinisateurs de la saison.

## Habitat
Dans la nature Bois ouverts de feuillus, bois rocailleux, lisières de forêts inondables, berges boisées de ruisseaux, bords de clairières calcaires et de falaises.

## Culture
Cette plante est bonne pour la couleur d'automne dans n'importe quel jardin. Il attire les papillons, les abeilles, les moineaux des marais et les mulots. Il convient aux jardins de cottage, aux plantations nécessitant peu d'entretien, aux prairies, aux bordures de vivaces, aux bords de routes et aux projets de restauration.

### Plantation
Propager soit par ensemencement soit par division racinaire. Cette plante se répandra d'elle-même. La verge d'or peut être considérée comme agressive et n'est donc pas recommandée pour les petits jardins.

### Entretien
Espèce forestière facile à cultiver qui pousse peut-être mieux à l'ombre partielle ensoleillée, mais qui pousse également à l'ombre complète. Les plantes établies tolèrent certains sols secs. Les plantes peuvent être cultivées à partir de graines et peuvent s'auto-ensemencer dans le jardin. Les plantes peuvent se propager par les rhizomes. Il est le plus heureux dans humide et bien drainé.

### Parasitisme
Bien qu'il n'y ait pas de maladies graves ou de problèmes d'insectes, il faut faire attention à l'oïdium et les taches foliaires.